# Hemmabatteri
Hemmabatteri är ett energilager som installeras i bostäder för att lagra elektrisk energi. Batteriet laddas vanligtvis med överskottsel från solpaneler eller billig nätel, och används sedan för att driva hushållet vid tider då elproduktion saknas eller elpriset är högt. Tekniken används främst i villor och radhus, och är nära kopplad till den ökande användningen av solceller i Sverige.

## Teknik
Hemmabatterier är (2025) oftast baserade på litiumjonteknik och har en lagringskapacitet på cirka 5–20 kWh. De ansluts till hushållets elsystem via en växelriktare som omvandlar likström (DC) till växelström (AC), och vice versa. Ett batterihanteringssystem (BMS) övervakar laddning, urladdning och temperatur för att maximera livslängden och säkerheten.
Systemet kan kopplas för nätansluten drift, vilket innebär att hushållet både kan ta emot el från nätet och mata ut överskottsel. Om installationen möjliggör ö-drift kan batteriet även användas som reservkraft vid strömavbrott.

## Användning i Sverige
Användningen av hemmabatterier i Sverige har ökat snabbt under 2020-talet, särskilt i kombination med solcellsinstallationer. Enligt branschorganisationer har tusentals svenska hushåll installerat batterier för att öka självförsörjningsgraden, minska beroendet av elnätet och klara sig vid elavbrott.
Sedan 2021 kan privatpersoner få skattereduktion för installation av hemmabatterier genom det så kallade gröna avdraget. Avdraget är 50 % på arbets- och materialkostnaden, upp till 50 000 kronor per person och år. För att få avdraget måste batteriet vara kopplat till en anläggning för egen elproduktion, såsom solpaneler.

## Ekonomisk användning
Hemmabatterier används för att minska elkostnader genom att:
- Öka egenanvändningen av solel (lagra överskott dagtid, använda kvällstid).
- Köpa el nattetid när den är billig och använda den dagtid då priset är högre (så kallad prisarbitrage).
- Delta i elnätets stödtjänstmarknader via aggregatorer.

Många batteriägare ansluter sina system till tjänster för att sälja stödtjänster, särskilt frekvenshållning (FCR-D). Svenska kraftnät betalar för tillgänglig kapacitet att reglera elnätets frekvens. Detta sker ofta genom så kallade virtuella kraftverk där många små batterier agerar tillsammans som en större resurs.
Lönsamheten beror på elpriser, stödtjänsters ersättningsnivåer och batteriets livslängd. Investeringskostnaden är fortfarande hög – ett 10 kWh-system kostar ofta 30 000–50 000 kronor efter avdrag. Återbetalningstiden är därmed ofta 10–15 år, vilket närmar sig den tekniska livslängden för många hemmabatterier.

## Framtidsutsikter och koppling till elbilar
Hemmabatterier förväntas spela en allt viktigare roll i framtidens energisystem. Utvecklingen drivs av flera faktorer: ökande elpriser, behov av ökad försörjningstrygghet, utbyggnad av solceller samt elektrifieringen av transporter.
En central trend är integrationen mellan hemmabatterier och elbilar. Tekniken Vehicle-to-Home (V2H) gör det möjligt att använda elbilens batteri som ett tillfälligt energilager för hemmet. Elbilens batteri kan då leverera el vid till exempel strömavbrott eller under dyra pristimmar. Tekniken kräver en dubbelriktad laddbox och kompatibel bil med V2H-stöd.
Ytterligare ett steg är Vehicle-to-Grid (V2G), där elbilen inte bara förser det egna hushållet med el, utan även kan leverera energi tillbaka till elnätet som stödtjänst. Genom detta kan elbilar användas som mobila energilager i samspel med hemmets elsystem. V2G kan därmed komplettera eller i vissa fall ersätta statiska hemmabatterier, beroende på hur ofta bilen är inkopplad och tillgänglig.
I Sverige pågår flera pilotprojekt för V2G, och tekniken förväntas få ökad betydelse i takt med att elbilsflottan växer. Vissa analyser pekar på att elbilar med V2G-funktion kan bidra med betydande systemnytta genom att avlasta elnätet under effekttoppar, balansera frekvensen och integrera mer förnybar energi.
Utöver kopplingen till elbilar ses även möjlig utveckling inom nya batteritekniker (t.ex. solid-state), dynamiska elnätspriser och AI-baserad styrning, vilket kan göra framtidens hemmabatterier både billigare, effektivare och mer flexibla i rollen som energiresurs.

## Risker och begränsningar
Hemmabatterier kan innebära vissa risker, bland annat brandfara vid felaktig hantering eller installation. Därför bör installationen ske av behörig elektriker och enligt gällande elsäkerhetsregler. Försäkringsvillkor kan också ställa krav på placering, brandceller och ventilation.